# Eupithecia longibasalis
Eupithecia longibasalis es una especie de polilla de la familia Geometridae. La especie fue descrita por primera vez por Louis Beethoven Prout en 1910 con distribución en Colombia.

## Descripción
Es una polilla pequeña con una envergadura de unos 19 milímetros (0,7 plg). La cabeza, tórax y abdomen son de color ocre variado con marrón, con la cara más pálida. El abdomen cuenta con un cinturón dorsal marrón en el segundo segmento y pequeños puntos dorsales negruzcos en los segmentos subsiguientes.

### Alas
El ala anterior es ocre teñida de marrón pálido, oscurecida en partes con colores ceniza. Las líneas transversales son anguladas y corren por debajo de SC, luego oblicuas y paralelas. El área basal del ala es más oscura con su ángulo externo en la celda que llega a la mitad del ala e incluye la marca celular negra lineal y oblicua. El área media se ve bordeada hacia adentro por una banda blanquecina-ocre con una línea central oscura, sus dos tercios proximales marcados con negruzco a lo largo de las venas. La línea terminal es gruesa y negra, interrumpida en las venas por manchas pálidas. El fleco del ala es color más pálido, con cuadros gris oliva en la mitad basal. 
El ala posterior es ocre blanquecino, más oscura en el margen abdominal. Las líneas son oscuras, pero marcadas solo en el margen abdominal. La parte inferior del ala también es ocre, en el ala anterior con un tono grisáceo a lo largo de la costa y el termen y en el ala posterior, las líneas son gruesas y completas a lo largo del ala. Ambas alas presentan manchas celulares negras y las venas negruzcas.